# Castasegna
Castasegna är en italienskspråkig ort och tidigare kommun i distriktet Maloja i den schweiziska kantonen Graubünden. Från och med 2010 ingår den i den då nyinrättade kommunen Bregaglia. Castasegna ligger vid gränsen till Italien, knappt 10 km från den italienska staden Chiavenna.